# Isaiah Shembe

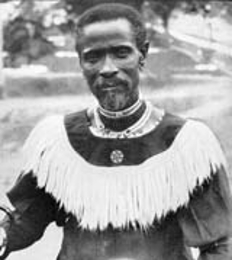
Isaiah Shembe

Isaiah Shembe (ca 1867-1935) var en afrikansk profet och grundare av the Nazareth Baptist Church (NBC), kallad "den Svarte Messias" av sina anhängare. Shembes modersmål var zulu men han talade även flytande sotho och afrikaans.
Han föddes som Mdliwamafa Mloyisa Shembe i en polygam lantarbetarfamilj (fadern hette Mayekisa Shembe), på gården Buwelshoek utanför Harrismith (Ntabazwe) i Natal. 
Shembe kom där i kontakt med  metodistkyrkan där han som ung började predika och be för sjuka.
I denna kyrka grundlade Shembe sin kärlek till wesleyanska psalmer.
Men 1906 kom han i kontakt med baptistpastorn William Leshega som fick döpa Shembe (i Harrismith, den 22 juli)  och avskilja honom som pastor inom African Native Baptist Church. Leshega, som var en framgångsrik helbrägdagörare och församlingsplanterare, kom att fungera som en mentor för den unge Shemba som följde i hans fotspår och började döpa människor i havet utanför Durban.
En annan person som kom att påverka Shemba var hans svåger Piet Sithole, grundare av en av Sydafrikas många sionistkyrkor.
1910 lämnade han baptisterna på grund av teologiska meningsskiljaktigheter.
Shembe lärde t.ex. att man skulle fira gudstjänst barfota, undvika att klippa och raka sig eller äta fläskkött. Nattvarden skulle firas nattetid och åtföljas av fottvagning och lördagen skulle firas som sabbat.
1916 lät han bygga ett religiöst centrum, Ekuphakameni utanför Durban. Berget Nhlangakazi utropades även som helig plats. Där byggde hans anhängare upp ett helt samhälle med bostäder, skolor och annan samhällsservice. Här tog man bland annat hand om ensamstående kvinnor som övergivits av sina tidigare polygama makar, sedan dessa anammat europeiska missionärers uppmaning att börja leva monogamt. 
Shembe är oerhört vördad inom NBC. När han dog 1935 byggdes ett mausoleum över hans grav i Ekuphakameni där kyrkan har sitt högkvarter. Shembe tros ha uppstått från de döda och flera av de över 200 psalmer som han författat sägs han ha skrivit efter sin uppståndelse. Dessa sjungs fortfarande av hans efterföljare, ibland åtföljt av rituell dans av dansare i traditionella afrikanska dräkter. Shembe sägs uppenbara sig för anhängare i drömmar och han tros vänta på sina anhängare vid himmelens portar.